# 歡迎來到Pia Carrot!!系列
《欢迎来到Pia Carrot!!》系列（Pia♥キャロットへようこそ!! シリーズ）（简称：Pia、Piaキャロ）是以在餐廳“Pia Carrot”工作的过程中，和一起工作的女性店员或者客人搞好关系目的的日本成人游戏系列。PC版的发售只有「3」是F&C FC02發行，“3”以外是Cocktail Soft發行。
游戏很有人气，而且是產生日本女僕咖啡廳店種的原點。曾被改编为OVA，另外在2002年在18禁游戏史上首次被电影化。
正式的标题在「Pia」和「Carrot」之间有♥（心型标记），不过这个标记一般省略。

## 系列一览

### 欢迎来到Pia Carrot
1996年7月26日發售，1998年3月12日發售Sega Saturn版。18禁OVA於1997年10月24日到1998年4月24日期間共發售3集。

### 欢迎来到Pia Carrot!!2
1997年10月31日發售，1998年10月8日發售Sega Saturn版，2003年2月6日發售Dreamcast版，「1」的4年後的故事。18禁OVA於1998年10月23日到1999年4月23日期間共發售3集，第二部OVA動畫《歡迎來到Pia Carrot!!2 DX》於1999年12月18日開始發售共6集，臺灣群英社譯為《快餐店之戀2》，臺灣中視於2012年8月6至8日以《女僕咖啡廳》為名稱於深夜播出。

### 欢迎来到Pia Carrot3
2001年11月30日發售，「2」的1年後的故事，Interchannel於2003年3月27日發售Dreamcast版和PlayStation 2版，2004年4月23日發售外傳《歡迎來到Pia Carrot!!3.3》。後來改編成動畫電影《歡迎來到Pia Carrot!! 〜沙耶香的戀愛物語〜》（Pia♥キャロットへようこそ!! 劇場版 〜さやかの恋物語〜）於2002年10月19日上映。

### 欢迎来到Pia Carrot!!G.O.
2006年2月3日發售，系列第4作，「3」的2年後的故事。2007年12月20日發售PlayStation 2版，2008年4月25日發售18禁逆移植版。

### 欢迎来到Pia Carrot!!G.P.
2008年1月25日發售，系列第5作。2009年1月22日發售PlayStation 2版，2009年6月25日發售PlayStation Portable版。2008年8月15日發售Fan disc。

### 欢迎来到Pia Carrot!!4
2009年12月25日發售，系列第6作。2011年2月24日發售Xbox 360版，2012年10月25日發售PlayStation Portable版。2010年8月13日發售Fan disc。

### 王子Pia Carrot
2014年10月23日發售，系列第7作，女性向遊戲。